# Micrometrus
Micrometrus es un género de peces de la familia Embiotocidae, del orden Perciformes. Este género marino fue descrito científicamente en 1854 por William Peters Gibbons.

## Especies
Especies reconocidas del género:
- Micrometrus aurora (D. S. Jordan & C. H. Gilbert, 1880)
- Micrometrus minimus (Gibbons, 1854)